# Coosa (rivière)
Pour les articles homonymes, voir Coosa.
La Coosa est un cours d'eau et affluent de la rivière Alabama (qu'elle forme à sa confluence avec la Tallapoosa).
Formée par la confluence de l'Oostanaula et l'Etowah (en), elle parcourt les états américains de l'Alabama et de Géorgie.